# 阿托莫西汀
阿托莫西汀（USAN：atomoxetine）或托莫西汀（INN：tomoxetine），商品名“思銳”或“择思达”（Strattera），属于一种选择性去甲肾上腺素再摄取抑制剂，是美国食品和药品监督管理局批准的第一种用于治疗儿童和成人的非兴奋剂药物（非中樞神經刺激藥物）。
主要副作用有：口乾、疲倦等。該藥為去甲腎上腺素再攝取抑製劑（NRI）。主要用來治療患者的症狀。去甲腎上腺素是腦中調節注意力、搏動性和活動水平的重要物質，該藥主要透過阻斷或減緩去甲腎上腺素的再攝取使得去甲腎上腺素濃度增加而發揮作用。阿托莫西汀被歸類為去甲腎上腺素再回收抑制劑，主要用於改善的核心症狀。其具有些微緩解抑鬱的作用。根據美國精神醫學會的文獻，在注意力不足過動症的藥物治療中，阿托莫西汀有時與中樞神經刺激劑一起使用。
這種化合物由禮來公司以品牌名稱Strattera在美國製造、營銷和銷售。禮來是最初申請其為專利的公司，也擁有其在美國的專利。美國以外地區有其非原廠藥物出售，製造藥廠包括Torrent藥廠（品牌名稱Tomoxetin）、蘭伯西實驗室（品版名稱Attentin）、太陽製藥公司和INTAS生物製藥。其非原廠藥物目前還沒有直接在美國生產，因為它在美國的專利直到2017年才到期。

## 化學成分
阿托莫西汀的化學性質為 （-）-N-甲基-3-苯基-3-（O-甲苯基缩水甘油醚）-丙胺鹽酸鹽，而其分子量為291.82。溶解度為27.8毫克/毫升水。
阿托莫西汀是一種白色固體顆粒，與預糊化澱粉與二甲基矽油一同放於膠囊內。

阿托莫西汀的膠囊殼含有明膠、十二烷基硫酸鈉、FD&C藍色2號、合成黃色氧化鐵、鈦白粉、氧化鐵紅、食用黑墨水和微量其他非活性成分。

## 藥理學
阿托莫西汀抑制去甲腎上腺素轉運體、5-羥色胺轉運體和多巴胺轉運體。解離常數的基值分別為5、77和1451。
微透析研究中顯示，它使前額葉皮層的去甲腎上腺素和多巴胺濃度增加3倍，但並沒有改變在紋狀體或伏隔核的多巴胺濃度。阿托莫西汀對血清素、膽鹼、腎上腺素受體具有小許親和力。

## 介紹

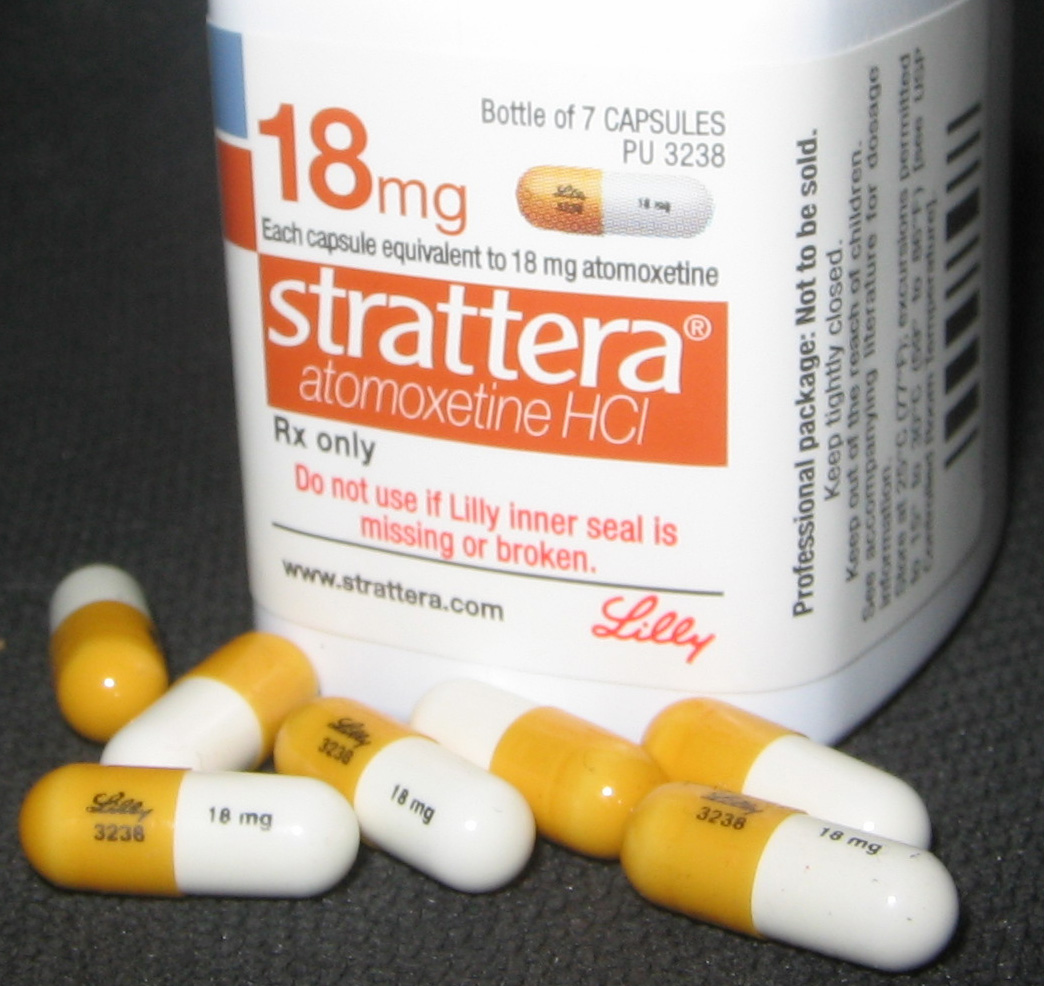
禮來公司的Strattera膠囊

阿托莫西汀為去甲腎上腺素再攝取抑製劑，被批准用於兒童、青少年和成年注意力不足過動症（ADHD）患者。阿托莫西汀與中樞神經興奮劑同樣為治療的第一線藥物，然而其對特定症狀改善的程度可能與中樞神經興奮劑不同（兩類藥物各有其長處）。阿托莫西汀的療效沒有在六歲以下兒童研究過。
臨床測試顯示，阿托莫西汀可提供24小時的症狀的改善。阿托莫西汀的治療效果可能需要開始服藥後一個星期才會逐漸被患者或患者周遭的人感受到。阿托莫西汀的藥效會在開始服用後4~8週完全顯現，此時是患者決定是否繼續增加劑量的適當時機。注意力不足過動症（ADHD）患者如果對中樞神經興奮劑沒有反應、反應不佳或過敏，可考慮使用阿托莫西汀。患者可向醫生詢問，共同制定一個漸進的劑量法，以盡量減少副作用的發生。
由於本藥物可能導致肝功能受損，建議用藥者定期追蹤自己的肝功能、血液。

### 與中樞神經興奮劑相比
縱然阿托莫西汀與中樞神經興奮劑同樣為治療的第一線藥物，然而其對特定症狀改善的程度可能與中樞神經興奮劑不同（兩類藥物各有其長處）。阿托莫西汀在改善「過動-衝動」的症狀上，略優於派甲酯；派甲酯則在改善「分心」的症狀上，略優於阿托莫西汀。

而阿托莫西汀與哌甲酯（methylphenidate）併服的處方尚未經美國食品藥物管理局核可，但醫師會視個案的情況（如：共病、預後、......）以開仿單標示外使用（off-label use）的方式處方之。

### 歷史
Strattera最初打算成為一种新的抗抑鬱藥，但在臨床試驗中，療效沒有想像中這麼強。由於去甲腎上腺素被認為是形成注意力不足過動症（ADHD）的重要因素，Strattera隨後用來測試治療注意力不足過動症（ADHD），最後成功獲批。

#### 命名
阿托莫西汀最初被稱為“Tomoxetine”。然而，因為“Tomoxetine”与“它莫西芬”（tamoxifen，乳腺癌的藥物）名称相似，美國食品和藥物管理局（FDA）要求更改名称，以免導致在藥房配藥失誤。

## 劑量
| 體重                                             | 每天服用的起始劑量（Initial Daily Dose） | 總計每天服用的目標劑量（Target Total Daily Dose） | 總計每天服用劑量的上限（Maximum Total Daily Dose） |
| ------------------------------------------------ | ---------------------------------------- | ------------------------------------------------- | -------------------------------------------------- |
| 年齡小於18歲且體重小於70公斤                     | 0.5 毫克/每公斤（mg/Kg）                 | 1.2 毫克/每公斤（mg/Kg）                          | 1.4 毫克/每公斤（mg/Kg）                           |
| 年齡大於或等於18歲或年齡小於18歲且體重大於70公斤 | 40 毫克/天（mg/day）                     | 80 毫克/天（mg/day）                              | 100 毫克/天（mg/day）                              |

- 建議劑量與種族無關。
藥品最新的仿單（說明書）並無提到不同種族與劑量之間的關係。
- 總計每天服用劑量的上限 = 無論分幾次服用，一天之內最多可攝取的劑量。
- 「每天的起始劑量」應服用至少三天，使身體適應後，才可開始服用「每天的目標劑量」。

符合以下條件者，其建議劑量須低於上表：
1. 肝功能受損者
2. CYP2D6的代謝功能較慢者。
3. 同時正在服用具有強抑制CYP2D6代謝的藥物。
4. 肝功能不全所引起的黃疸

## 副作用和注意

### 少見
包括口乾、疲勞。

### 極少見
煩躁、噁心、食慾下降、便秘、頭暈、出汗、排尿困難、性問題、性慾減退、尿瀦留、增加強迫行為、體重變化、心悸、增加心率和血壓。

### 極罕見
包括情緒波動、情緒障礙、抑鬱症、異常的思維模式、自殺念頭或傾向、自我傷害和瞳孔散大導致視物模糊。偶爾長時間使用後部分患者有輕度抑鬱症、疲倦和健忘。

### 注意
FDA已在2004年發出了警告指出，本藥物可能引起肝損害，建議服藥者（特別是有輕微肝腎功能問題或黃疸患者）定期追蹤肝功能。

## 潛在的濫用
阿托莫西汀是一種低成癮風險的藥物，並不產生如其他多動症藥物的強烈刺激作用。

## 實驗使用
臨床精神醫學雜誌載有一臨床雙盲試驗，測試阿托莫西汀治療暴飲暴食症的效力。該實驗人數僅40人，為期10週。結果是托莫西汀“顯著減少暴飲暴食頻率”。平均每日劑量為106毫克/天。作者的結論是阿托莫西汀有效短期治療暴飲暴食症。另外，美國杜克大學醫學中心在一為期12週的隨機對照試驗，研究阿托莫西汀對成年肥胖婦女的效用。這項研究的30名肥胖婦女的身高體重指數為36.1。其中一半接受阿托莫西汀治療，療程後平均體重下降，而另一半接受安慰劑則輕微上升。

## 檢測
血漿、血清或全血可檢測出阿托莫西汀，以診斷是否中毒或協助調查攝取過量而致命的案件。

## 合成
福斯特，BJ; Lavagnino，ER，歐洲專利，1982年， EP 0052492 。